# Kabinett Stoiber III
Das Kabinett Stoiber III bildete vom 6. Oktober 1998 bis zum 14. Oktober 2003 die Staatsregierung des Freistaates Bayern.
siehe auch Landtagswahl in Bayern am 21. September 2003
| Amt oder Ressort                                                                            | Bild                       | Amtsinhaber(in)                 | Partei                        | Partei | Staatssekretär(in)              | Partei | Partei |
| ------------------------------------------------------------------------------------------- | -------------------------- | ------------------------------- | ----------------------------- | ------ | ------------------------------- | ------ | ------ |
| Ministerpräsident                                                                           |                            | Edmund Stoiber                  |                               | CSU    |                                 |        |        |
| Stellvertretende(r) Ministerpräsident(in)                                                   |                            | Barbara Stamm bis 29.01.2001    |                               | CSU    |                                 |        |        |
| Stellvertretende(r) Ministerpräsident(in)                                                   |                            | Günther Beckstein ab 30.01.2001 |                               | CSU    |                                 |        |        |
| Leiter der Staatskanzlei und Staatsminister für Bundesangelegenheiten und Verwaltungsreform |                            | Erwin Huber                     |                               | CSU    |                                 |        |        |
| Bundes- und Europaangelegenheiten in der Staatskanzlei                                      |                            | Reinhold Bocklet                |                               | CSU    |                                 |        |        |
| Inneres                                                                                     |                            | Günther Beckstein               |                               | CSU    | Hermann Regensburger            |        | CSU    |
| Justiz                                                                                      |                            | Alfred Sauter bis 13.09.1999    |                               | CSU    |                                 |        |        |
| Justiz                                                                                      |                            | Manfred Weiß ab 13.09.1999      |                               | CSU    |                                 |        |        |
| Unterricht und Kultus                                                                       |                            | Monika Hohlmeier                |                               | CSU    | Karl Freller                    |        | CSU    |
| Wissenschaft, Forschung und Kunst                                                           |                            | Hans Zehetmair                  |                               | CSU    |                                 |        |        |
| Finanzen                                                                                    |                            | Kurt Faltlhauser                |                               | CSU    |                                 |        |        |
| Wirtschaft, Verkehr und Technologie                                                         |                            | Otto Wiesheu                    |                               | CSU    | Hans Spitzner                   |        | CSU    |
| Ernährung, Landwirtschaft und Forsten bis 29.01.2001                                        |                            | Josef Miller                    |                               | CSU    | Marianne Deml bis 29.01.2001    |        | CSU    |
| Landwirtschaft und Forsten ab 30.01.2001                                                    |                            | Josef Miller                    |                               | CSU    | Marianne Deml bis 29.01.2001    |        | CSU    |
| Arbeit und Sozialordnung, Familie, Frauen und Gesundheit bis 29.01.2001                     |                            | Barbara Stamm bis 29.01.2001    |                               | CSU    | Joachim Herrmann bis 12.09.1999 |        | CSU    |
| Arbeit und Sozialordnung, Familie, Frauen und Gesundheit bis 29.01.2001                     | Georg Schmid ab 13.09.1999 | Barbara Stamm bis 29.01.2001    |                               | CSU    | CSU                             |        |        |
| Arbeit und Sozialordnung, Familie und Frauen ab 30.01.2001                                  | Georg Schmid ab 13.09.1999 |                                 | Christa Stewens ab 30.01.2001 |        | CSU                             | CSU    |        |
| Gesundheit, Ernährung und Verbraucherschutz ab 30.01.2001                                   |                            | Eberhard Sinner                 |                               | CSU    | Erika Görlitz                   |        | CSU    |
| Landesentwicklung und Umweltfragen                                                          |                            | Werner Schnappauf               |                               | CSU    | Christa Stewens bis 30.01.2001  |        | CSU    |